# Albarracínské panství
Panství Albarracín (aragonsky Sinyoría d'Albarrazín, katalánsky Senyoria d'Albarrasí, španělsky Señorío de Albarracín) bylo nezávislé křesťanské panství v Aragonském království, které se nacházelo ve městě Albarracín a v jeho okolí. Vzniklo po rozdělení taify Albarracín patřící k berberské linii Banú Razín.

## Historie

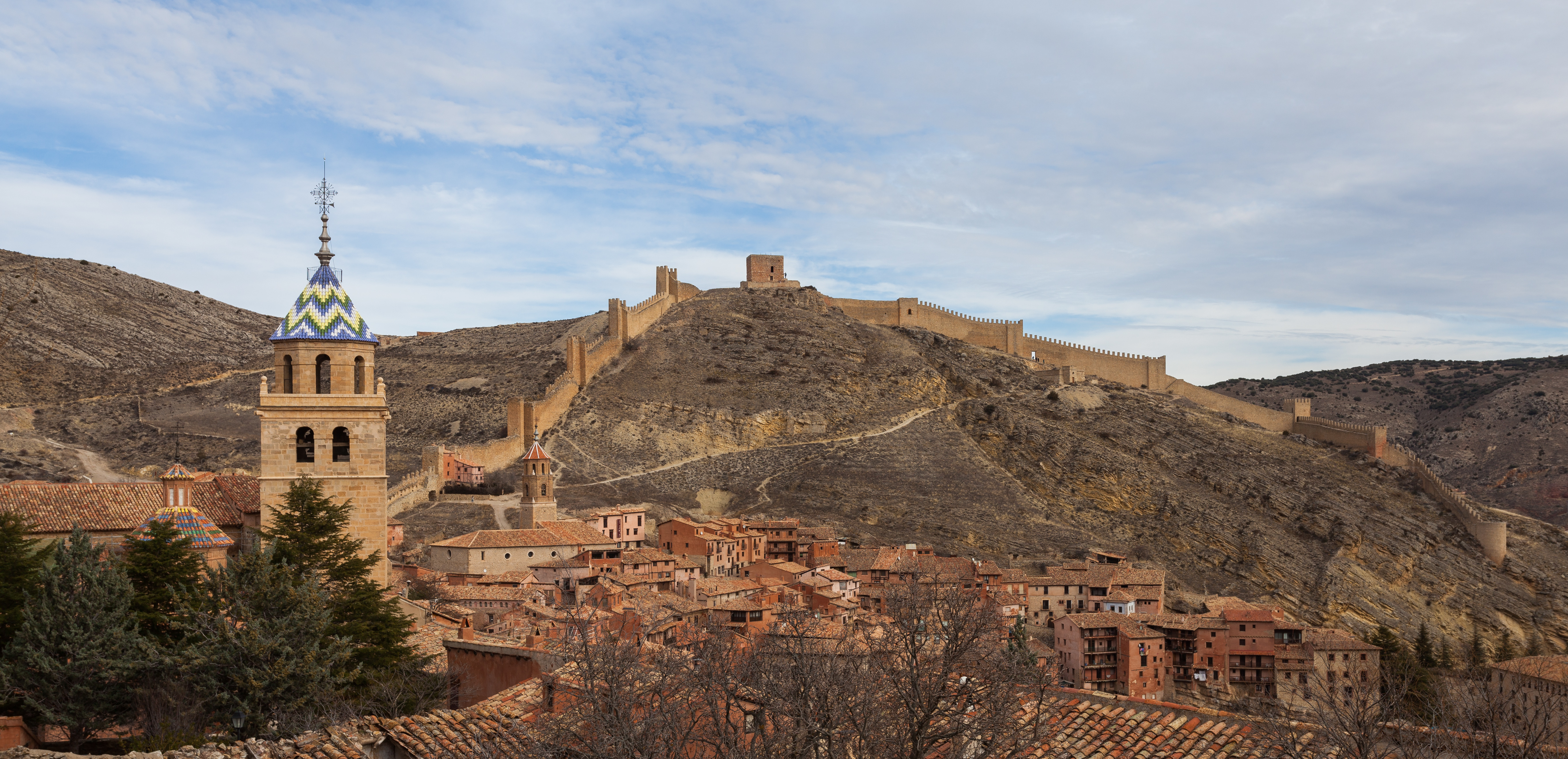
Albarracín, věž Alabarracínské katedrály a severní hradby

Roku 1167 pod tlakem z probíhajících válek mezi dynastií Almorávidů a nové invazi Almohadů, maurský král Muhammad ibn Mardanis předal taifu Albarracín do vazalství Sancha VI. Navarrského. Titul byl udělen Pedrovi Ruiz de Azagra kvůli jeho podpoře Navarrské koruny proti Alfonsovi VIII. Kastilskému a Alfonsovi I. Aragonskému.
Roku 1172 se Pedrovi Ruiz de Azagra podařilo upevnit svou moc nad územím a získat nezávislost na ostatních křesťanských královstvích v regionu. Roku 1190 s podpisem "Dohody Borja", mezi Alfonsem II. Aragonským a Sanchem VI. Navarrským, se oba panovníci dohodli na obranném paktu proti Alfonsovi VIII. Kastilskému, pakt tak dal panství oficiální legitimitu.
Roku 1220 se Albarracín stal jedním ze scén první šlechtické vzpoury proti Jakubovi I. Aragonskému, kterou začal Rodrigo de Lizana s pomocí Pedra Fernándeze de Azagra, pána z Albarracínu. Jakub I. Aragonský se rozhodl ve stejný rok obléhat město, ale obléhání ukončil, protože nezískal významnou podporu své šlechty.
Rodina Azagrů byla v regionu dominantní po šest generací a to díky podpoře Aragonského království.
Roku 1300 Jakub II. Aragonský včlenil území a město do svého panství.

## Seznam pánů z Albarracínu
1. Pedro Ruiz de Azagra (1167-1186)

Znak rodu Lara, posledních pánů Albarracínu

2. Fernando Ruíz de Azagra (1186-1196)
3. Pedro Ferrández de Azagra (1196-1246)
4. Alvar Pérez de Azagra (1246-1260)
5. Juan Núñez I. de Lara (1260-1294)
6. Juan Núñez II. de Lara (1294-1300)